# Prasinocyma adornata
Prasinocyma adornata là một loài bướm đêm trong họ Geometridae.